# Seydou Badjan Kanté
Seydou Kanté "Badjan" (7 augustus 1981) is een Ivoriaans voormalig voetballer die in België van 2003 tot 2007 voor KSK Beveren speelde. Badjan speelde als rechtsback of rechtsmidden.

## Clubcarrière
"Badjan" Kanté begon z'n carrière bij ASEC Mimosas in Ivoorkust. In 2003 trok hij naar KSK Beveren, via de voetbalacademie van de Franse oud-voetballer en- trainer Jean-Marc Guillou. Badjan bleef vier jaar bij Beveren, waarmee hij in 2003–2004 de bekerfinale bereikte als onmisbare schakel van een vast elftal dat bestond uit tien Ivorianen en de Let Igors Stepanovs die werd gehuurd van Arsenal. Beveren verloor die tegen Club Brugge met 2–4. In 2007 vertrok hij naar het Franse FC Istres. 
Na een zware enkelblessure, die hem lang aan de kant hield, besloot Badjan in 2008 om te stoppen met voetballen.

## Interlandcarrière
Badjan speelde tussen 2001 en 2006 zes interlands voor Ivoorkust.